# Original Memphis Five
Az Original Memphis Five (röviden: Memphis Five) Phil Napoleon trombitás és Frank Signorelli zongorista által 1917-ben alapított amerikai dzsesszkvintett volt.

## Pályafutás
Az Original Memphis Five egy dzsesszkvintettet Phil Napoleon trombitás és Frank Signorelli zongorista alapította 1917-ben. 1922 és 1925 között Jimmy Lytell is tagja volt. Az együttes számos felvételt készített 1921 és 1931 között; néha eltérő nevekkel (Ladd's Black Aces és The Cotton Pickers). Richard Cook és Brian Morton − akik a „The Penguin Guide to Jazz” számára írnak − az együttest a 20-as évek egyik kulcsfontosságú kis csoportjaként emlegetik.
Az együttes az „Original Memphis Five” nevet először 1920-ban használta, és az évtized során fehér zenészeket alkalmaztak. A „Ladd's Black Aces” nevet 1921-től 1924-ig használták. Jimmy Durante zongorázott Ladd's Black Aces-szel. Tommy és Jimmy Dorsey is az Original Memphis Five tagjai voltak egy időben. Alkalmi énekesük volt Anna Meyers, Annette Hanshaw és Vernon Dalhart.
Később Red Nichols és Miff Mole saját együttesét vezette Original Memphis Five néven. Phil Napoleon azonban még az 1980-as években is folytatta a név használatát.

### Későbbi tagok
Frank Signorelli, Miff Mole, Jimmy Durante, Tommy Dorsey, Jimmy Dorsey.

## Lemezválogatás
- Runnin’ Wild (1922)
- I Wish I Could Shimmie Like My Sister Kate (1922)
- Aggravatin’ Papa (1923)
- Aunt Hager’s Blues (1923)
- Memphis Glide (1923)
- How Come You Do Me Like You Do (1924)
- Indiana Stomp (1925)
- A Blues Serenade (1926)
- Tampeekoe (1926)
- Fireworks (1929)
- Beale Street Blues (1929)
- Jazz Me Blues (1931)